# Freden i Jönköping
Freden i Jönköping slöts den 10 december 1809 och avslutade då det dansk-svenska kriget 1808-1809. Avtalet undertecknades i Jönköping. Undertecknandet skedde i huset Östra Storgatan  40, granne till Rådhuset, som senare brann ned 1965. Huset kallades ibland Stadshuset, och ibland Societetshuset, och någon gång Residenset, eftersom det någon tid varit bostad för landshövdingen. Den svenska delegationen bodde där, och den danska i Östra Storgatan 29 över gatan.
Freden innebar:
- Inget land avträder något territorium,
- Sverige försöker hålla brittiska krigsskepp på avstånd från svenska kuster, samt att
- överlöpare och brottslingar skall utlämnas.